# Donation à cause de mort
En droit civil, la donation à cause de mort est une donation qui ne prend effet qu'au décès du donateur, à condition que le donataire soit toujours vivant au moment de son décès.

## Droit par pays

### Canada

#### Québec
En droit québécois, le législateur a établi des règles sur la donation à cause de mort dans le Code civil du Québec.

##### Définition
L'article 1806 al.1 C.c.Q. définit le contrat de donation et le second alinéa précise que la donation peut être faite  une donation entre vifs ou une donation à cause de mort.
L'art. 1808 C.c.Q.  définit la donation à cause de mort comme étant celle où le dessaisissement du donateur demeure subordonné à son décès et n’a lieu qu’à ce moment. Au contraire, dans une donation entre vifs, le dessaisissement a lieu pendant le vivant du donateur (art. 1807 C.c.Q).

##### Validité
D'après l'article 1819 C.c.Q., la donation à cause de mort n'est pas valide (elle est nulle), sauf si elle est faite dans un testament ou dans un contrat de mariage ou d'union civile ou qu'elle puisse valoir comme legs.
L'article 1820 C.c.Q. prévoir que la donation faite durant la maladie réputée mortelle du donateur, suivie ou non de son décès, est nulle comme faite à cause de mort si aucune circonstance n’aide à la valider.
L'article 1818 C.c.Q. prévoit que  « la donation entre vifs ne peut porter que sur des biens présents. Celle qui prétendrait porter sur des biens à venir est réputée faite à cause de mort, mais celle qui porte à la fois sur des biens présents et à venir n’est réputée faite à cause de mort qu’à l’égard des biens à venir.»
L'article 1839 al.2  C.c.Q. prévoit que les donations entre vifs ou à cause de mort ne sont valides que si le contrat prend effet.
L'article 1840 C.c.Q.  prévoit les personnes qui peuvent être bénéficiaires d'une donation entre vifs et d'une donation à cause de mort. Il est question des futurs conjoints, les conjoints, leurs enfants respectifs et leurs enfants communs nés et à naitre, s'ils naissent vivants et viables.

##### Qualification
Il y a un exercice de qualification pour déterminer si une clause de donation est une clause de donation entre vifs ou une clause de donation à cause de mort.
Si une donation à cause de mort est qualifiée comme telle dans le contrat de mariage, ce sera automatiquement une donation à cause de mort. De même, en cas d'impossibilité de déterminer qu'il s'agit d'une donation entre vifs, ce sera une donation à cause de mort. Si le dessaisissement est clair, c'est une donation entre vifs. Si la clause du contrat de mariage est mal rédigée et que dans les faits le dessaisissement n'est pas clair, on va présumer que c'est une donation à cause de mort.
Dans les affaires de faillite, cette qualification est pertinente car la nature de la donation détermine si le bien est encore au patrimoine au moment de la faillite. Ou bien si le donateur décède, l'identité du donataire dépendra de la nature de la clause de donation.

##### Règles en cas de divorce ou séparation de corps
D'après l'art. 510 C.c.Q., la séparation de corps ne rend pas caduques les donations consenties aux époux en considération du mariage, mais le tribunal peut les déclarer caduques ou les réduire au moment où il prononce la séparation.
En cas de divorce, l'art. 519 C.c.Q. prévoit que le divorce entraîne la caducité des donations à cause de mort faites en considération du mariage.
Cependant, l'art. 520 C.c.Q. prévoit que le divorce ne rend pas caduques les donations entre vifs et les autres de donations â cause de mort, telles que les donations faites à un enfant dans un contrat de mariage. Cependant, le tribunal peut déclarer ces donations caduques ou les réduire au moment du mariage.

##### Révocabilité
L'article 1841 C.c.Q. prévoit que la donation à cause de mort est révocable, même lorsqu'elle est faite à titre particulier . Mais si le donateur a stipulé que la donation est irrévocable et qu'il veut donner les biens à d'autres personnes ou les léguer à d'autres dans son testament, il faut qu'il obtienne le consentement du donataire et des autres intéressés, sauf s'il s'agit de biens de peu de valeur ou de cadeaux d'usage. Le donateur demeure titulaire des droits sur les biens donnés et il est libre de les aliéner à titre onéreux.